# 封姨
封姨，古代传说中的风神，亦称封家姨、十八姨，與封十八姨。
據《酉陽雜俎》與《博異記》所載，唐天宝年間，崔玄微于春季月夜，遇美人绿衣杨氏﹑白衣李氏﹑绛衣陶氏﹑绯衣小女石醋醋和封家十八姨共饮。十八姨翻酒污醋醋衣裳，后醋醋得罪封姨，不欢而散。明夜，诸女又来，醋醋言诸女皆住苑中，多被恶风所挠，求崔玄微于每岁元旦立朱幡于苑东，即可免难。时元旦已过，因请于某日平旦立此幡。那天果然大风刮地，折树飞沙，而苑中繁花无恙。崔玄微乃知诸女是众花之精，而封十八姨乃风神也。